# جانلوكا بيغولو
جانلوكا بيغولو (بالإيطالية: Gianluca Pegolo)‏ (مواليد 25 مارس 1981 في باسانو دل غرابا - إيطاليا) لاعب كرة قدم إيطالي يلعب حاليا لصالح نادي الدرجة الأولى سيينا الإيطالي منذ 2009 في مركز حارس مرمى . .

## روابط خارجية
- جانلوكا بيغولو على موقع الاتحاد الأوربي (الإنجليزية)
- جانلوكا بيغولو على موقع قاعدة بيانات كرة القدم.إي يو (الإنجليزية)
- جانلوكا بيغولو على موقع Soccerway.com (الإنجليزية)
- جانلوكا بيغولو على موقع كووورة
- جانلوكا بيغولو على موقع AS.com (الإسبانية)